# 坎迪杜萨利斯
坎迪杜萨利斯（葡萄牙語：Cândido Sales）是巴西巴伊亚州的一个市镇。总面积1301.378平方公里，总人口26174人，人口密度20.1人/平方公里。